# Jordon Mutch
Jordon Mutch (* 2. Dezember 1991 in Alvaston, England) ist ein englischer Fußballspieler.

## Vereinskarriere

### Birmingham City
Jordon Mutch unterschrieb im Jahr 2007 einen Vertrag bei Birmingham City, nachdem er im Jugendsystem von Derby County ausgebildet wurde. In den Jahren 2009 bis 2011 wurde er dreimal verliehen. Von 2009 bis 2010 spielte er auf Leihbasis bei Hereford United, kam dort allerdings nur zu drei Einsätzen. Danach folgte eine Leihe zu den Doncaster Rovers, für die er in 17 Spielen zwei Tore erzielen konnte. Bei seiner Leihe zum FC Watford kam er 23 zum Einsatz und traf fünfmal ins gegnerische Tor.

### Cardiff City
Da Birmingham im Jahr 2012 mit finanziellen Schwierigkeiten zu kämpfen hatte, verkauften sie Mutch für eine unbekannte Ablösesumme an den walisischen Hauptstadtverein Cardiff City. Ausschlaggebend für diesen Wechsel war das Cardiff's Trainer Malky Mackay, mit dem Mutch schon bei Watford zusammenarbeitete von ihm begeistert war. Sein Debüt gab er bei einer 1:2-Niederlage gegen Northampton Town im League-Cup. Sein Ligadebüt feierte er am 1. Spieltag der Saison 2012/13 gegen Huddersfield Town.

### Queens Park Rangers
Zur Saison 2014/15 wechselte Mutch für eine Ablösesumme von rund sechs Millionen Pfund zum Aufsteiger Queens Park Rangers. Bei den Londonern unterzeichnete er einen Vertrag bis zum 30. Juni 2018.

### Crystal Palace
Im Januar 2015 wechselte Mutch für umgerechnet ca. 6,3 Millionen Euro zum Londoner Stadtrivalen Crystal Palace. Bei den Südlondonern unterzeichnete er einen Kontrakt über viereinhalb Jahre.